# Ignacio de Cossío Pérez de Mendoza
Ignacio de Cossío Pérez de Mendoza (Sevilla, 14 de marzo de 1973) es un periodista, escritor, empresario y diplomático español.

## Biografía
Sobrino del académico y autor de la Enciclopedia El Cossío, José María de Cossío; biznieto del escritor y periodista Francisco de Cossío; tataranieto del pedagogo e historiador del Arte Manuel Bartolomé Cossío y sobrino del rejoneador Josechu Pérez de Mendoza. 
Comenzó su trayectoria radiofónica con diecinueve años colaborando en RNE, Cadena Ser y Antena 3 Radio durante la Feria de Cáceres compaginando sus estudios de veterinaria. En 1996 regresó a su ciudad natal, Sevilla, para dirigir A portagayola en Radio Giralda. Dos años más tarde continuó su labor de difusión de la tauromaquia como director del programa Trapío en Antena Médica.
Tras cuatro años en dicha emisora y una vez licenciado en Periodismo con honores por la Universidad de Gales, Reino Unido, da el salto a Onda Cero Sevilla en 2003 para dirigir y presentar el programa Los Toros en la Onda. Durante los años 2010 y 2011 fue Nominado a los Premios Nacionales de Radio en la categoría de Información Taurina por la Academia de las Artes y las Ciencias Radiofónicas de España. Durante su trayectoria como periodista taurino colaboró con la redacción de la Agencia de Noticias Colpisa, Diario Ya de Madrid, Diario de Sevilla, La Gaceta Regional de Salamanca, Vía Digital, Antena 3, Tele 5 y Sevilla Televisión, así como en los portales de Internet, Toros.viadigital.net, Burladero.com, Toreros.net y Diario Directo.com, entre otros.
Fue comisario de la Exposición Cossío y el mundo taurino organizado por la Consejería de Cultura Gobierno y Deporte del Gobierno de Cantabria celebrado en las ciudades de Sevilla y Ronda en 2008.
El 27 de diciembre de 2013 tras una subasta benéfica, decidió apagar el micrófono y colgar los cascos retirándose de la información taurina.
Es miembro de la Federación Internacional de Prensa, de la Federación de Asociaciones de Periodistas de España (FAPE); así como de la Asociación de la Prensa de Sevilla, de la Academia de la Diplomacia en España y de la Asociación del Cuerpo Consular de Cádiz-Ceuta y de Sevilla de la que llegó a ser vocal de esta última de su Junta Directiva como en la del Real Club Pineda de Sevilla. 
Cooproductor de la Exposición "Animal Inside Out", Casino de la Exposición de Sevilla 2017-2018; y "El Médico, El Musical", inspirado en el Best-Seller de Noah Gordon, Teatro Nuevo Apolo de Madrid temporadas 2018 y 2019.
Desde el 25 de junio de 2015 hasta el 1 de diciembre de 2020, ejerció como Cónsul Honorario de la República de El Salvador en Sevilla para Andalucía. 
Desde el 2018, ocupa la Presidencia del Foro Iberoamericano de Andalucía.
El 5 de julio de 2020, fundó la ONG Asociación de Cooperación Iberoamericana Torogoz.
El 20 de noviembre de 2020, se le concede por servicios notables prestados a la República de El Salvador, la nacionalidad salvadoreña por naturalización, a razón de su intensa labor que contribuyó notablemente en la unificación de la comunidad salvadoreña en su jurisdicción, posicionando a El Salvador como un referente en la zona y llevando a cabo actividades de cooperación, inversión, educación, proyección empresarial y turística de gran valor y repercusión.
El 17 de enero de 2022, presentó ante Su Majestad el Rey Mohamed VI, las Cartas Credenciales que lo acreditan como Embajador Extraordinario y Plenipotenciario de la República de El Salvador ante el Reino de Marruecos.

## Premios y reconocimientos
- Trofeos Nacionales Cossío (1999 y 2001) de la Real Federación Taurina de España
- Trofeo Escalera del Éxito (2003) otorgado a la dinastía Cossío y escritores taurinos, premiado número 89[3]
- Miembro de honor del Club Taurino de Nueva York y también del más antiguo de España, Murcia.
- Miembro del Jurado de los Premios Taurinos de la Real Maestranza de Caballería de Sevilla, desde 2003.
- Premio Giraldillo de Honor 2009, por la Cátedra Taurina de la Institución Temas Sevillanos, galardonada por el Club Unesco y Medalla de Oro de la Ciudad de Sevilla, en la Real Maestranza de Caballería de Sevilla 2009.
- Premio Nacional de Radio 2014 otorgado a la divulgación de la Tauromaquia en la Radio por la Academia de las Artes y las Ciencias Radiofónicas de España.
- Colegiado de Honor del Ilustre Colegio Oficial de Veterinarios de Sevilla y del Ilustre Colegio Profesional de Periodistas de Andalucía, 2014.
- Miembro de la Academia de la Diplomacia de España, Madrid, desde 2015.
- El 20 de noviembre de 2020, se le concede por méritos, contando con el dictamen favorable de la Comisión de Cultura y Educación y tras un gran resultado definitivo de 53 votos a favor, ninguna abstención y ningún voto en contra en la Asamblea Legislativa de la República de El Salvador, la ciudadanía salvadoreña por naturalización, a razón de su intensa labor que contribuyó notablemente en la unificación de la comunidad salvadoreña en su jurisdicción, posicionando a El Salvador como un referente en la zona y llevando a cabo actividades de cooperación, inversión, educación, proyección empresarial y turística de gran valor y repercusión.

## Obras publicadas
- Cossío y los toros  (1999), volumen 11º de la nueva colección La Tauromaquia de Espasa-Calpe[4]
- Grandes Faenas del Siglo XX (2001), Espasa Calpe, 2001, traducido al francés
- Tauromaquia (2001), Periplus Publishing, Londres; traducido al inglés y francés
- Flamenco (2003), Periplus Publishing, Londres; traducido al inglés y francés
- El Maestro Cañabate (2004) Ediciones Tutor
- Diccionario Biográfico Español, (2006)  Real Academia de la Historia, coedición
- Ronda, 50 Goyescas soñando el toreo, (2006),  Ayuntamiento de Ronda, coedición
- Agenda Taurina 2008 , Ediciones Temple, coedición
- Tauromaquia, el toro en el Arte (2011), Editorial Planeta, Barcelona coedición
- Bibliografía Familia de Cossío (2013) Ed. Impr Punto Rojo Libros, Sevilla